# L'Ospedale
L'Ospedale est un village situé sur la commune de Porto-Vecchio, en Corse-du-Sud. Il domine toute la plaine dite d'A Freto, qui occupe l'extrémité méridionale de l'île. C'est le plus haut village de Corse-du-Sud, devançant Serra-di-Scopamène et Renno. Ses hameaux Cartalavone et Agnarone culminent à 1 050 m.

## Géographie

### Situation
L'Ospedale est situé à 20 kilomètres (par la route) au nord-ouest du centre-ville de Porto-Vecchio et à environ 850 mètres d'altitude,, sur les pentes du col d'Illarata.
Le village offre une vue imprenable sur le golfe de Porto-Vecchio.

### Accès
Le village est traversé par la route départementale D368 qui relie Porto-Vecchio à Zonza.

## Urbanisme

### L'Ospedale
Le village a été bâti à flanc du massif granitique auquel il donne son nom et s'étale entre 850 et 950 mètres d'altitude. Il comporte une église située au pied du village, la chapelle ou oratoire Santa Maria. Celle-ci fut construite au XIXe siècle sur les ruines d'un ermitage du Haut Moyen Âge, la monacia San Lunardu di Lu Spidali, et les habitants désignent d'ailleurs toujours usuellement le site sous le nom de Saint Léonard. Au-dessus du village, sur un plateau couvert par la forêt se trouve un lieu-dit Contrasalvatica.

### Agnarone
Agnarone (Agnaronu) est un hameau situé à 1,5 km au nord de l'Ospedale au cœur de la forêt. Culminant à 1 000 mètres d'altitude, il domine le lac de l'Ospedale.

### Cartalavone
Cartalavone (Cartalavonu) est un hameau situé 1,5 km au sud-ouest de l'Ospedale. Il comporte un gîte situé sur le sentier Mare a mare sud.

## Toponymie
L'Ospedale tient son nom d'un ermitage du Haut Moyen Âge elevé au milieu de la forêt où un moine ermite accueillait les voyageurs et les bergers en route vers la montagne, pouvant leur apporter notamment nourriture, soins et gîte. En effet, sa situation en altitude en faisait par le passé un refuge plus sain et plus sûr que la plaine marécageuse de Porto-Vecchio, source de malaria (aujourd'hui, les marécages ont été asséchés et le danger a disparu), et un lieu d'étape de la transhumance. L'ermitage fut désaffecté à la fin du XVIIIe siècle.
C'est donc du mot latin Hospitalia, signifiant originellement un gîte et un refuge pour les indigents, que l'Ospedale tire son nom.

## Population et société

### Démographie
Comme beaucoup de villages corses, l'Ospedale est peu peuplé en hiver et voit affluer les touristes pendant la période estivale.

### Sports
La course cycliste du Critérium international y a fait étape de 2010 à 2016.

### Cultes
L'Ospedale possède sa chapelle ou oratoire, dédiée à Santa Maria. Elle a été restaurée en 1996. Une messe et une procession sont notamment organisées pour la fête de l'Assomption le 15 août. Celle-ci fut construite au XIXe siècle sur les ruines d'un ermitage du Haut Moyen Âge, la monacia San Lunardu di Lu Spidali, et les habitants désignent d'ailleurs toujours usuellement le site sous le nom de Saint Léonard.

## Patrimoine environnemental

### Forêt de l'Ospedale
La magnifique forêt de pins qui s'élève sur son territoire est un lieu de balades connu des visiteurs qui souhaitent découvrir une faune et une flore intactes.

### Lac de l'Ospedale

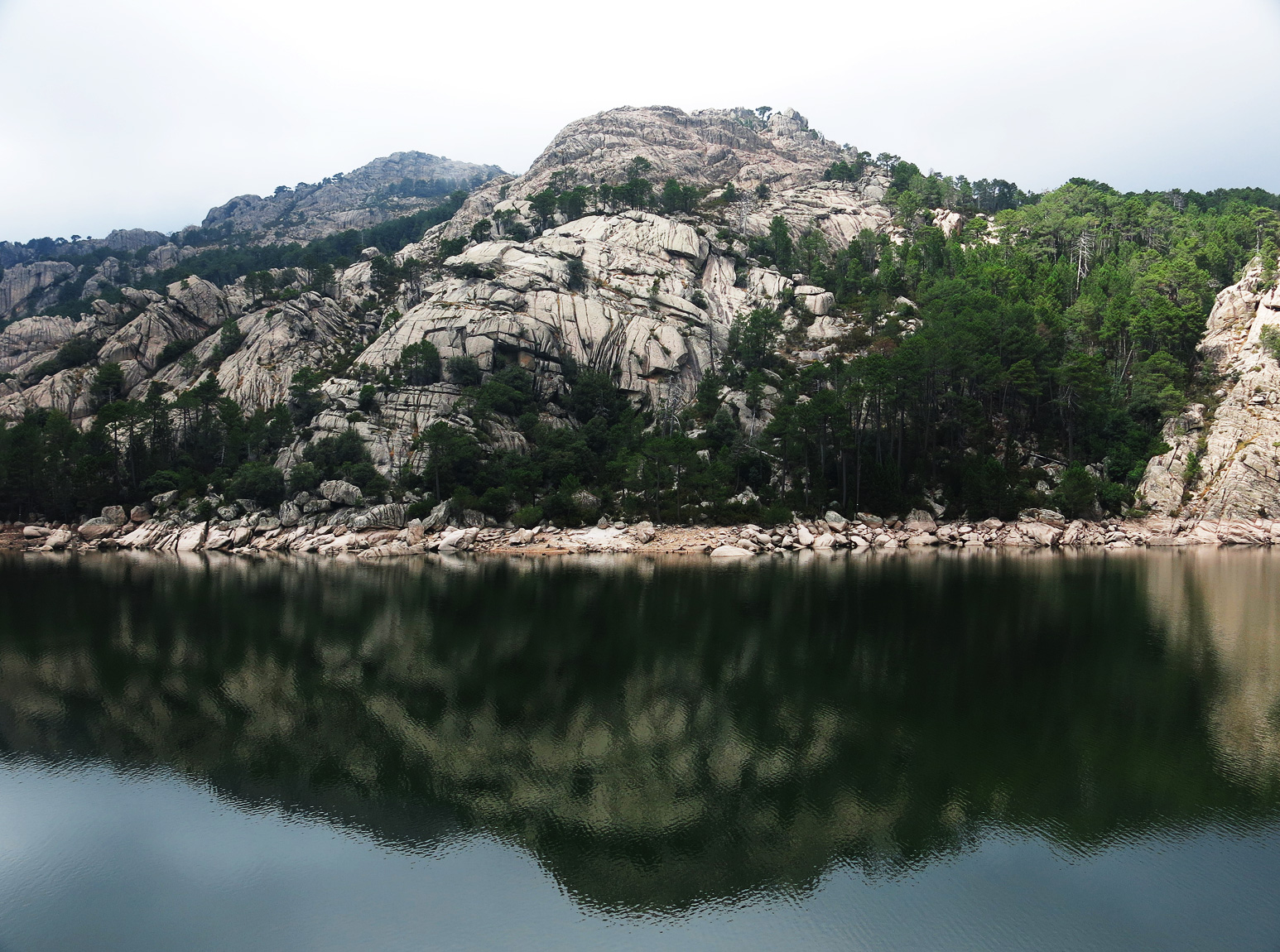
Vue du lac de l'Ospedale.

Un peu au-dessus du village se trouve un barrage haut de 25 mètres construit suivant la technique des levées de terre. Ce dernier retient un volume d’eau de 3 000 000 m3 et forme un petit lac.

### Cascade dePiscia di Ghjaddicu
À 4 km après le barrage sur la route menant à Zonza, un sentier balisé permet d'accéder à la cascade de Piscia di Gallu. Avec une chute d'eau de 60 mètres, c'est la cascade la plus vertigineuse de Corse.[réf. nécessaire] C'est ce même ruisseau qui avant de se jeter dans Piscia di Gallu a creusé les conques spectaculaires dans le granit. En remontant le ruisseau on trouve une piscine naturelle d'eau chaude alimentée par une chute d'eau. (le ruisseau est chauffé sur les dalles de granit)

## Activités

### Randonnée
Le parcours de randonnée Mare a mare sud traverse le village de l'Ospedale et sa forêt. Principal sommet dominant le village, la Punta di a Vacca Morta (1 314 m) offre une vue d'ensemble sur le sud de la Corse, embrassant tant le golfe de Propriano que celui de Porto-Vecchio, le massif du Monte Incudine et la Sardaigne. Elle est aisément accessible en 3 heures aller-retour depuis le hameau de Cartalavone.